# Coscinaraea monile
Coscinaraea monile är en korallart som först beskrevs av Forskål 1775.  Coscinaraea monile ingår i släktet Coscinaraea och familjen Siderastreidae. IUCN kategoriserar arten globalt som livskraftig. Inga underarter finns listade i Catalogue of Life.